# Сідлей (вулкан)
Сідлей (англ. Mount Sidley) — великий щитовий вулкан, найвищий вулкан в Антарктиці і найвища вершина Землі Мері Берд. Має висоту 4181 м, за іншими даними 4285 м. Входить до альпіністського проекту «Сім вулканів світу». 

## Географія

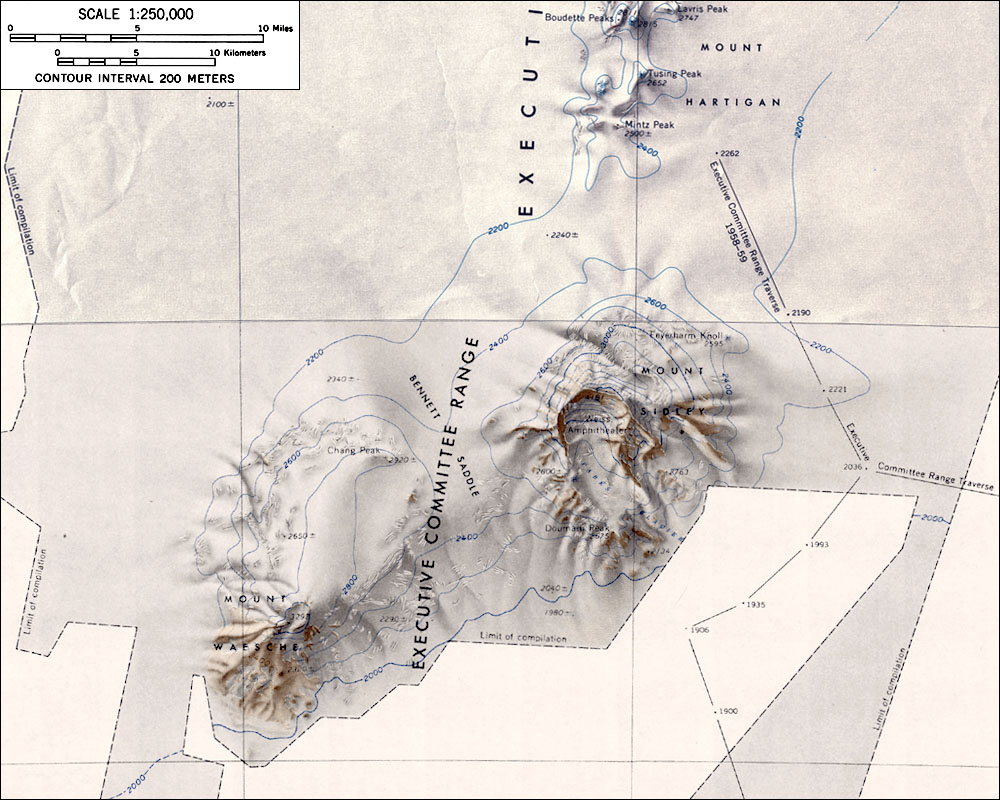
Топографічна мапа вершин Сідлей і Вайсч (масштаб 1:250,000)

Масивний, вкритий товстим шаром снігу і льоду вулкан, є найвищим і найвеличнішим із п'яти згаслих вулканів гірського масиву Виконавчого комітету, розташований за 25 км на північний схід від вулкана Вайсч і за 212 км на захід — південний захід від вулкана Фрейкс (група гір Крері). Південну сторону вершини вулкана вінчає велика, діаметром до 5 км кальдера, утворена вибуховим виверженням близько 4,7 мільйонів років тому.

## Відкриття і дослідження
Вулкан був відкритий полярним дослідником, адміралом Річардом Бердом при обльоті прибережної частини Землі Мері Берд 18 листопада 1934 року і названий на честь Мабелле Е. Сідлей, дочки Вільяма Хорліка, фабриканта і мецената, який зробив значний фінансовий внесок в антарктичну експедицію Річарда Берда в 1933—1935 роках. Незважаючи на свою висоту, вулкан маловідомий навіть у альпіністських колах через його значну віддаленість і недоступність. Перше зареєстроване сходження на вершину здійснив новозеландець Білл Аткінсон тільки 11 січня 1990 року, під час виконання дослідницьких робіт на підтримку «Антарктичної програми США» (USAP).